# ریمباخ (هسن)
ریمباخ (به آلمانی: Rimbach) یک منطقهٔ مسکونی در آلمان است که در برگ‌شتراسه واقع شده‌است. ریمباخ ۸٬۶۰۵ نفر جمعیت دارد.